# Châtrices
Châtrices település Franciaországban, Marne megyében. Lakosainak száma 36 fő (2022. január 1.). Châtrices Braux-Saint-Remy, Élise-Daucourt, Beaulieu-en-Argonne, Futeau, Sainte-Menehould, Sivry-Ante, Verrières és Villers-en-Argonne községekkel határos.

## Népesség
A település népességének változása:
| Lakosok száma | 78   | 60   | 50   | 37   | 34   | 34   | 34   | 35   | 35   | 36   |
|               | 1968 | 1982 | 1990 | 2006 | 2013 | 2015 | 2017 | 2019 | 2020 | 2022 |